# Kim Dae-eun
Kim Dae-eun (kor. 김대은; * 1. Oktober 1990) ist ein südkoreanischer Badmintonspieler. 

## Karriere
Kim Dae-eun belegte bei den Korea International 2009 Rang drei im Herrendoppel mit Han Sang-hoon. Bei den Vietnam International 2010 startete er mit Chung Eui-seok im Doppel und wurde dort ebenfalls Dritter. 2012 stand er mit Cho Gun-woo im Finale der India International, unterlag dort aber gegen seine Landsleute Ko Sung-hyun und Lee Yong-dae.

## Referenzen
- Kim Dae-eun beim Badminton-Weltverband

| Personendaten    | Personendaten                    |
| ---------------- | -------------------------------- |
| NAME             | Kim, Dae-eun                     |
| ALTERNATIVNAMEN  | 김대은                           |
| KURZBESCHREIBUNG | südkoreanischer Badmintonspieler |
| GEBURTSDATUM     | 1. Oktober 1990                  |